# Hombolo
Hombolo è una circoscrizione rurale (rural ward) della Tanzania situata nel distretto urbano di Dodoma, regione di Dodoma. Conta una popolazione di 22 457 abitanti (censimento 2012).